# Camille Dieu
Camille Dieu (La Bouverie, 2 januari 1946) is een voormalig Belgisch politica van de PS.

## Levensloop
Dieu werd beroepshalve lerares Engels en Duits en vertaalster. Ze was van 1979 tot 1989 tevens syndicaal gedelegeerde van CGSP-Onderwijs in het arrondissement Bergen en van 1989 tot 2003 was ze secretaris-generaal van de Waalse Interregionale van CGSP-Onderwijs.
Ze werd lid van de PS en was voor deze partij van 2006 tot 2012 gemeenteraadslid en schepen van Quévy.
Van 2003 tot 2010 zetelde ze in de Kamer van volksvertegenwoordigers, waar ze in de legislatuur 2007-2010 secretaris was. Van 2003 tot 2007 was ze ook lid van de Raadgevende Interparlementaire Beneluxraad.
Van 2016 tot 2017 was ze lid van de Federale Deontologische Commissie.